# Jewish Review of Books
Le Jewish Review of Books est un magazine trimestriel contenant des articles sur la littérature, la culture, ainsi que les actualités d'un point de vue juif. Il est diffusé à Cleveland Heights.
Le magazine a été lancé en 2010 avec un comité de rédaction comprenant Michael Walzer et Ruth Wisse, Shlomo Avineri, Ruth Gavison, ainsi que d'autres penseurs éminents. Le rédacteur en chef est Abraham Socher,. Le tirage initial du magazine était de 30 000 exemplaires. Selon le Jewish Week, le Jewish Review of Books se calque sur le vénérable New York Review of Books. Harvey Pekar et Tara Seibel collaborèrent sur les bandes dessinées des deux premiers numéros du magazine.
Le magazine était initialement financé par la Tikvah Fund, fondée par Zalman Bernstein,. En 2022, le magazine se sépara de la Tikvah Fund et est désormais sous l'égide de l'association à but non lucratif la Fondation Jewish Review of Books, présidée par Jehuda Reinharz, avec la Fondation Mandel fournissant la majorité du financement.
Les contributeurs comprirent Robert Alter, Elisheva Carlebach, David Ellenson, Daniel Gordis, Moshe Halbertal, Shai Held, Susannah Heschel, Dara Horn, Adam Kirsch, Jonathan Sacks, Haym Soloveitchik, David Wolpe et Steven J. Zipperstein.